# The Simpsons Movie
The Simpsons Movie là phim điện ảnh hoạt hình hài hước của Mỹ năm 2007 dựa trên loạt phim truyền hình The Simpsons của Fox. Phim do David Silverman đạo diễn cùng sự tham gia lồng tiếng của dàn diễn viên từ bản truyền hình, gồm có Dan Castellaneta, Julie Kavner, Nancy Cartwright, Yeardley Smith, Hank Azaria, Harry Shearer, Tress MacNeille, Pamela Hayden, Maggie Roswell, Russi Taylor và Albert Brooks. Cốt truyện của phim xoay quanh nhân vật Homer Simpson, một kẻ vô cùng thiếu trách nhiệm khi xả thải ra hồ ở Springfield, dù cho thị trấn vừa làm sạch nó sau khi họ nhận được một thông điệp cảnh báo từ Cục Bảo vệ Môi trường Hoa Kỳ (EPA). Sau khi bị thị trấn đày ải rồi cuối cùng bị gia đình bỏ rơi, Homer đã hành động để chuộc lỗi cho hành vi dại dột của mình bằng cách ngăn chặn Russ Cargill - giám đốc của EPA đang âm mưu hủy diệt Springfield.